# Приходько Любов Федорівна
Любов Федорівна Прихо́дько (11 липня 1948, с. Межиріч, нині Сумський район, Сумська область) — українська спортсменка, найтитулованіша жінка-вертолітниця ХХ століття, єдина в Україні абсолютна чемпіонка світу з вертолітного спорту, заслужений майстер спорту СРСР (1978). Нагороджена золотою медаллю Міжнародної авіаційної федерації.

## Життєпис
Любов Федорівна Приходько народилася 11 липня 1948 року в Межирічі (за іншими даними — в с. Гостробури) на Лебединщині в багатодітній селянській сім'ї.
Після закінчення восьми класів Лифинської школи Лебединського району поступила до Сумського торгово-кулінарного училища, навчалася у вечірній школі.
З 1965 року почала займатись у парашутній секції, потім — у вертолітному гуртку Сумського аероклубу ДТСААФ (тренери: інструктор В. В. Таран, технік М. І. Брюхань). 25 травня 1966 року здійснила свій перший самостійний політ.
1970 року з відзнакою звкінчила Калузьку центральну об'єднану льотно-технічну школу ДТСААФ СРСР, 1980 року — Київський інститут інженерів цивільної авіації (нині Національний авіаційний університет).
Понад двадцять років працювала льотчиком-інструктором Сумського навчального авіаційного центру ДТСААФ,
1980 р. брала участь в агітперельоті Москва—Україна—Середня Азія—Грузія.
1973—1991 рр. — член збірної команди СРСР. Виступала в екіпажі з Л. М. Татариновою.

Спортсменка згадувала:
Чемпіонат світу в Англії 1973 року. Тоді на аеродромі під Лондоном зібралися тисячі глядачів і гостей з усього світу. Приїхала королева Великобританії Єлизавета, а її чоловік — герцог Единбурзький принц Філіп прилетів на особистому вертольоті. Я тоді стала чемпіонкою світу, мене запросили на урочистий прийом. Принц Філіп привітав мене і сказав, що захоплений моїм виступом. У Москві ми зустрічалися з легендарними повітряними асами — тричі Героями Радянського Союзу Іваном Кожедубом та Олександром Покришкіним. Таке не забувається! За п'ять років я стала абсолютною чемпіонкою світу.
У 1990-х рр. працювала льотчиком-інструктором у Харківському університеті повітряних сил, підготувала біля 150 курсантів, які стали льотчиками військово-повітряних сил, МНС, морської авіації України.
Загальний наліт — понад 6600 год., 80 стрибків з парашутом.
Після виходу на пенсію повернулася у вертолітний спорт, знову почала брати участь у різноманітних змаганнях.
Як суддя міжнародної категорії займається суддівством змагань з вертолітного спорту.

## Спортивні досягнення
Учасниця п'яти чемпіонатів світу з вертолітного спорту, чемпіонка світу (1973), абсолютна чемпіонка світу (1978), п'ятикратна абсолютна чемпіонка СРСР, багатократна чемпіонка України, абсолютна чемпіонка України (2004). Учасниця 48-го та 49-го відкритих чемпіонатів Росії з вертолітного спорту (2013—2014). Бронзовий призер команди-переможниці в особистому багатоборстві 36-го відкритого чемпіонату України з вертолітного спорту (2013). Учасниця відкритого чемпіонату Білорусії з вертолітного спорту (2014).